# Stearns-Knight

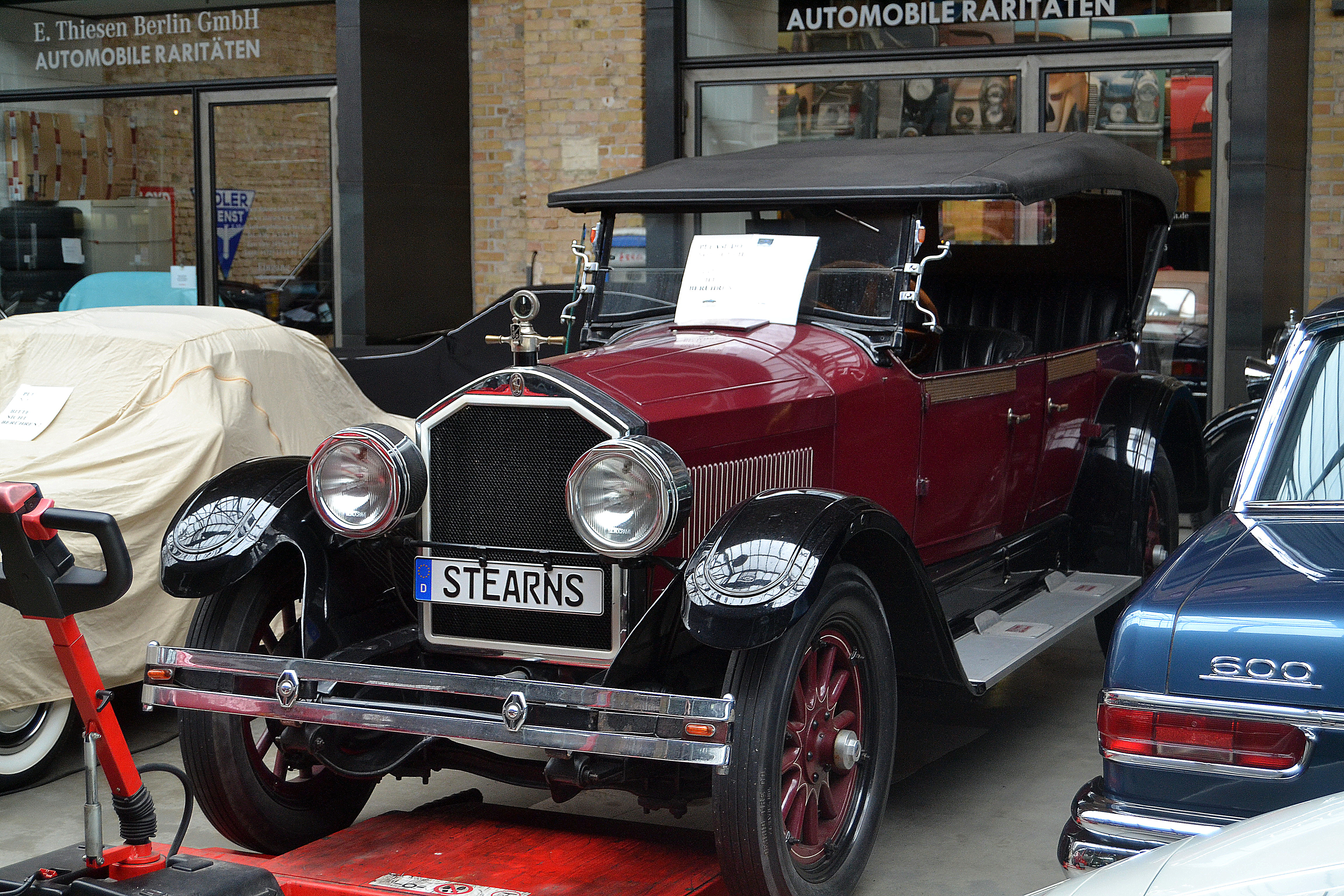
Stearns Model 6-S (1925)

Stearns-Knight war eine US-amerikanische Automarke.

## Beschreibung
Die F. B. Stearns Company aus Cleveland in Ohio hatte bereits seit 1900 Personenkraftwagen der Marke Stearns hergestellt. Ab 1912 wurden Fahrzeuge gefertigt, die Schiebermotoren nach dem System von Charles Yale Knight hatten. Sie wurden Stearns-Knight genannt. Es waren Luxusautomobile.
Die Produktion der Stearns-Knight-Fahrzeuge endete am 20. Dezember 1929.